# Wakō (Unternehmen)

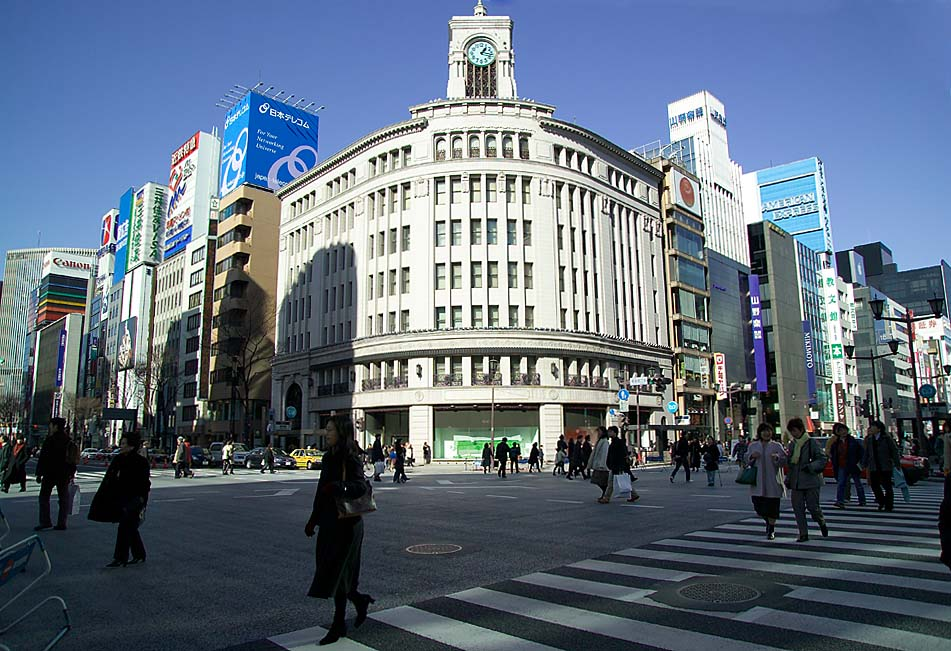
Wakō-Kaufhaus in Ginza

K.K. Wakō (jap. 株式会社和光, engl. Wako Co., Ltd.) ist ein Einzelhändler in Japan mit Sitz in Chūō, Präfektur Tokio. Das Unternehmen wurde 1881 durch Kintarō Hattori als Hattori Tokeiten (服部時計店, „Uhrengeschäft Hattori“; heute Seikō Holdings) gegründet.
Wakōs größtes Depāto (japanisches Kaufhaus) liegt im Stadtteil Ginza von Chūō, einem Einkaufsbezirk in Tokio. Es ist berühmt wegen seiner Luxusgüter, unter anderem Schmuck, Porzellan und Handtaschen, die dort verkauft werden. Es gibt im sechsten Stock eine Kunstgalerie, genannt Wakō Hall (和光ホール). Von 1894 bis 1921 stand der Hattori-Glockenturm auf der Stelle, an der heute das Kaufhaus steht. 1921 wurde der Hattori-Glockenturm abgerissen, um einen neuen zu bauen. Die Rekonstruktion verzögerte sich wegen des Großen Kantō-Erdbebens vom 1. September 1923. Der neue Turm wurde 1932 vollendet. 1947 entstand durch die Ausgründung des Einzelhandelsgeschäfts die heutige K.K. Wakō.
Wakō besitzt auch Filialen am Flughafen Tokio-Haneda in Shinsaibashi und einige Luxushotels in Japan.